# Дискографија групе Rage Against the Machine
Дискографија америчког рок бенда Rage Against the Machine састоји се из четири студијска албума, два албума уживо, једног компилацијског албума, једног демо-албума, седамнаест синглова, четири видео-албума и петнаест спотова. Основали су га певач Зак де ла Роча, гитариста Том Морело, басиста Тим Комерфорд и бубњар Бред Вилк у Лос Анђелесу, у Калифорнији 1991. године. Група Rage Against the Machine је 1992. потписала уговор с дискографском кућом Epic Records и објавила истоимени дебитантски албум. Албум је заузео 45. место на топ-листи Billboard 200 и Америчко удружење дискографских кућа (RIAA) доделило му је троструки платинасти сертификат за продају више од три милиона примерака. Синглови бенда Killing in the Name, Bullet in the Head и Bombtrack доспели су на топ-листе у Уједињеном Краљевству и неколико других земаља.
Четири године касније, 1996, бенд издаје други студијски албум, Evil Empire, који је био на врху Billboard-а 200, а RIAA му је дала троструки платинасти сертификат. Главни сингл са албума, Bulls on Parade, био је први сингл састава који је достигао 11. место на топ-листи Alternative Songs, 36. место на листи Mainstream Rock и 62. место на Radio Songs-у у Сједињеним Америчким Државама. Први видео-албум групе, Rage Against the Machine из 1997, достигао је 2. позицију на листи Billboard Music Video Sales, а RIAA га је наградила двоструким платинастим сертификатом. Студијски албум под именом The Battle of Los Angeles из 1999. досегао је врх Billboard-а 200 и Canadian Albums Chart-а.
Rage Against the Machine издао је свој завршни студијски албум, збирку обрада (кавера) под називом Renegades, који је заузео 14. позицију на музичкој листи Billboard 200. Пошто је Зак најавио напуштање групе у октобру 2000, бенд се распао пре изласка албума 5. децембра. Видео-албум The Battle of Mexico City, објављен 2001, досегнуо је 4. место на Billboard Music Video Sales-у. Две године касније, други албум уживо под називом Live at the Grand Olympic Auditorium достигао је 7. место на Music Video Sales-у и топ 100 на Billboard-у 200.
Године 2009, састав се нашао на 1. месту UK Singles Chart-а с песмом Killing in the Name која је постала божићни број један као резултат кампање на Facebook-у. Како би прославила ово достигнуће, група се поново окупила и одржала бесплатан концерт у парку Финсбери у Лондону, 6. јуна 2010, који је касније објављен у облику видео-албума Live at Finsbury Park 2015. Досегао је 2. место на листи Billboard Music Video Sales.

## Албуми

### Студијски албуми
| Име                                                                               | Појединости                                                                                | Највише позиције | Највише позиције | Највише позиције | Највише позиције | Највише позиције | Највише позиције | Највише позиције | Највише позиције | Највише позиције | Највише позиције | Сертификати |
| Име                                                                               | Појединости                                                                                | АУС              | АУС 40           | КАН              | НЕМ              | НЗ               | САД              | УК               | ФИН              | ШВА              | ШВЕ              | Сертификати |
| --------------------------------------------------------------------------------- | ------------------------------------------------------------------------------------------ | ---------------- | ---------------- | ---------------- | ---------------- | ---------------- | ---------------- | ---------------- | ---------------- | ---------------- | ---------------- | --- |
| Rage Against the Machine                                                          | - Датум објављивања: 3. новембар 1992. - Дискографска кућа: Epic - Формати: CD, LP, CS     | 12.              | /                | 86.              | 22.              | 9.               | 45.              | 17.              | /                | 16.              | 22.              | - RIAA: 3× платинасти - ARIA: 5× платинасти - BPI: 2× платинасти - BVMI: златни - MC: платинасти - RMNZ: платинасти |
| Evil Empire                                                                       | - Датум објављивања: 16. април 1996. - Дискографска кућа: Epic - Формати: CD, LP, CS, MD   | 2.               | 2.               | 4.               | 2.               | 3.               | 1.               | 4.               | 5.               | 4.               | 1.               | - RIAA: 3× платинасти - BPI: златни - MC: платинасти - RMNZ: златни                                                 |
| The Battle of Los Angeles                                                         | - Датум објављивања: 2. новембар 1999. - Дискографска кућа: Epic - Формати: CD, LP, CS, MD | 2.               | 17.              | 1.               | 7.               | 1.               | 1.               | 23.              | 2.               | 15.              | 4.               | - RIAA: 2× платинасти - ARIA: платинасти - BPI: злати - MC: 2× платинасти - RMNZ: платинасти                        |
| Renegades                                                                         | - Датум објављивања: 5. децембар 2000. - Дискографска кућа: Epic - Формати: CD, LP, CS     | 10.              | 66.              | 13.              | 47.              | /                | 14.              | 71.              | 25.              | 49.              | /                | - RIA: платинасти - ARIA: платинасти - BPI: златни                                                                  |
| „/” означава да се аудио-запис није пласирао на листу или није издат у тој земљи. |                                                                                            |                  |                  |                  |                  |                  |                  |                  |                  |                  |                  | |

### Албуми уживо
| Име                                                                               | Појединости                                                                          | Највише позиције | Највише позиције | Највише позиције | Највише позиције | Највише позиције | Сертификати        |
| Име                                                                               | Појединости                                                                          | АУС              | НЗ               | САД              | УК               | ФРА              | Сертификати        |
| --------------------------------------------------------------------------------- | ------------------------------------------------------------------------------------ | ---------------- | ---------------- | ---------------- | ---------------- | ---------------- | ------------------ |
| Live & Rare                                                                       | - Датум објављивања: 30. јун 1998. - Дискографска кућа: Sony Japan - Формат: CD      | /                | /                | /                | /                | /                |                    |
| Live at the Grand Olympic Auditorium                                              | - Датум објављивања: 25. новембар 2003. - Дискографска кућа: Epic - Формати: CD, 2LP | 69.              | 34.              | 94.              | 151.             | 101.             | - ARIA: платинасти |
| „/” означава да се аудио-запис није пласирао на листу или није издат у тој земљи. |                                                                                      |                  |                  |                  |                  |                  |                    |

### Компилацијски албуми
| Наслов         | Појединости                                                                              |
| -------------- | ---------------------------------------------------------------------------------------- |
| The Collection | - Датум објављивања: 28. мај 2010. - Дискографске куће: Epic, Sony, Legacy - Формат: 5CD |

### Демо-албуми
| Име                      | Појединости                                                                                |
| ------------------------ | ------------------------------------------------------------------------------------------ |
| Rage Against the Machine | - Датум издавања: децембар 1991. - Дискографска кућа: нема (самостално издат) - Формат: CS |

## Синглови
| Име                                                                               | Год.  | Највише позиције | Највише позиције | Највише позиције | Највише позиције | Највише позиције | Највише позиције | Највише позиције | Највише позиције | Највише позиције | Највише позиције | Сертификати       | Албум                     |
| Име                                                                               | Год.  | АУС              | НЗ               | НОР              | САД              | САД Alt.         | САД Main.        | УК               | ФРА              | ХОЛ              | ШВЕ              | Сертификати       | Албум                     |
| --------------------------------------------------------------------------------- | ----- | ---------------- | ---------------- | ---------------- | ---------------- | ---------------- | ---------------- | ---------------- | ---------------- | ---------------- | ---------------- | ----------------- | ------------------------- |
| Killing in the Name                                                               | 1992. | 7.               | 8.               | /                | /                | /                | /                | 1.               | 109.             | 13.              | /                | - BPI: платинасти | Rage Against the Machine  |
| Bullet in the Head                                                                | 1993. | /                | 19.              | /                | /                | /                | /                | 16.              | /                | 47.              | /                |                   | Rage Against the Machine  |
| Bombtrack                                                                         | 1993. | /                | 11.              | /                | /                | /                | /                | 37.              | /                | 8.               | /                |                   | Rage Against the Machine  |
| Freedom                                                                           | 1994. | /                | 17.              | /                | /                | /                | /                | /                | /                | /                | /                |                   | Rage Against the Machine  |
| Year of tha Boomerang                                                             | 1994. | /                | /                | /                | /                | /                | /                | /                | /                | /                | /                |                   | Higher Learning           |
| Bulls on Parade                                                                   | 1996. | 29.              | 22.              | 4.               | /                | 11.              | 36.              | 8.               | 27.              | 46.              | 9.               | - BPI: сребрни    | Evil Empire               |
| People of the Sun                                                                 | 1996. | /                | /                | /                | /                | /                | /                | 26.              | /                | /                | /                |                   | Evil Empire               |
| Down Rodeo                                                                        | 1996. | /                | /                | /                | /                | /                | /                | /                | /                | /                | /                |                   | Evil Empire               |
| Vietnow                                                                           | 1997. | /                | /                | /                | /                | /                | /                | /                | /                | /                | /                |                   | Evil Empire               |
| The Ghost of Tom Joad                                                             | 1997. | /                | /                | /                | /                | 34.              | 35.              | /                | /                | /                | /                |                   | Renegades                 |
| No Shelter                                                                        | 1998. | /                | /                | /                | /                | 33.              | 30.              | /                | /                | /                | /                |                   | Godzilla: The Album       |
| Guerrilla Radio                                                                   | 1999. | /                | /                | 17.              | 69.              | 6.               | 11.              | 32.              | /                | /                | 42.              |                   | The Battle of Los Angeles |
| Sleep Now in the Fire                                                             | 1999. | /                | /                | /                | /                | 8.               | 16.              | 43.              | /                | /                | /                |                   | The Battle of Los Angeles |
| Testify                                                                           | 2000. | /                | /                | /                | /                | 16.              | 22.              | /                | /                | /                | /                |                   | The Battle of Los Angeles |
| Calm Like a Bomb                                                                  | 2000. | /                | /                | /                | /                | /                | /                | /                | /                | /                | /                |                   | The Battle of Los Angeles |
| Renegades of Funk                                                                 | 2001. | /                | /                | /                | /                | 9.               | 19.              | /                | /                | /                | /                |                   | Renegades                 |
| How I Could Just Kill a Man                                                       | 2001. | /                | /                | /                | /                | 37.              | 39.              | /                | /                | /                | /                |                   | Renegades                 |
| „/” означава да се аудио-запис није пласирао на листу или није издат у тој земљи. |       |                  |                  |                  |                  |                  |                  |                  |                  |                  |                  |                   |                           |

## Видео-записи

### Видео-албуми
| Име                                  | Појединости                                                                                            | Највише позиције | Највише позиције | Сертификати                                        |
| Име                                  | Појединости                                                                                            | САД              | УК               | Сертификати                                        |
| ------------------------------------ | --- | ---------------- | ---------------- | -------------------------------------------------- |
| Rage Against the Machine             | - Датум објављивања: 25. новембар 1997. - Дискографска кућа: Epic - Формати: DVD, VHS, LD              | 2.               | 23.              | - RIAA: 2× платинасти - BPI: златни                |
| The Battle of Mexico City            | - Датум објављивања: 20. фебруар 2001. - Дискографска кућа: Epic - Формати: DVD, VHS                   | 4.               | 5.               | - RIAA: златни - ARIA: 2× платинасти - BPI: златни |
| Live at the Grand Olympic Auditorium | - Датум објављивања: 25. новембар 2003. - Дискографска кућа: Epic - Формат: DVD                        | 7.               | 41.              | - RIAA: златни - ARIA: 3× платинасти - BPI: златни |
| Live at Finsbury Park                | - Датум објављивања: 16. октобар 2015. - Дискографске кућа: Eagle Vision, Universal - Формати: DVD, BD | 2.               | 4.               |                                                    |

### Музички спотови
| Наслов                      | Год.  | Редитељ(и)         | Реф.   |
| --------------------------- | ----- | ------------------ | ------ |
| Killing in the Name         | 1992. | Питер Гидион       | [ 38 ] |
| Bullet in the Head          | 1993. | BBC Worldwide      | [ 38 ] |
| Bombtrack                   | 1993. | Питер Кристоферсон | [ 39 ] |
| Freedom                     | 1993. | Питер Кристоферсон | [ 38 ] |
| Bulls on Parade             | 1996. | Питер Кристоферсон | [ 38 ] |
| People of the Sun           | 1996. | Питер Кристоферсон | [ 38 ] |
| The Ghost of Tom Joad       | 1997. | Хедер Пари         | [ 40 ] |
| No Shelter                  | 1998. | Џо Демајо          | [ 41 ] |
| Guerrilla Radio             | 1999. | Џо Демајо          | [ 42 ] |
| Sleep Now in the Fire       | 2000. | Џо Демајо          | [ 43 ] |
| Testify                     | 2000. | Мајкл Мур          | [ 44 ] |
| Renegades of Funk           | 2000. | Стивен Мурашиге    | [ 45 ] |
| How I Could Just Kill a Man | 2003. | Хари Кристин       |        |

## Остали наступи
| Име      | Год.  | Албум                                        | Реф.   |
| -------- | ----- | -------------------------------------------- | ------ |
| Darkness | 1994. | The Crow: Original Motion Picture Soundtrack | [ 46 ] |